# Soumission (document)
Pour les articles homonymes, voir Soumission.
Au Québec et en Suisse, une soumission est un document écrit où un fournisseur ou un prestataire de service indique le prix des biens ou services proposés.
Une soumission est rédigée pour un particulier ou bien une société. Cela permet par la suite de comparer les prix et prestations fournies avec les autres acteurs du marché.
Une soumission est en général gratuite, mais peut comporter une date limite de validité. Il peut être demandé que celle-ci soit signée. Une fois signée, cette soumission devient un document contractuel et alors le client s’engage de faire affaire avec le fournisseur.
Les entreprises peuvent rédiger des soumissions à l’aide de logiciels dédiés.
Sur ce document, l’identification des deux identités est nécessaire, la date, le mot « soumission » qui doit être apparent ainsi que la description et le prix des prestations ou biens proposés.
Sens du mot similaire à devis.
En France, une soumission est appelée « réponse à un appel d'offres ».

## Référence
- Cet article est partiellement ou en totalité issu de l'article intitulé « Soumission » (voir la liste des auteurs).